# Technické psaní
Technické psaní je jedním ze způsobů komunikace využívané v odborných kruzích. Je aplikováno jak interně (sdílení dat, odborné články, specializované manuály atd.), tak externě (návody k použití, nápovědy atd.). Hlavním cílem technického psaní je umožnit čtenářům pochopit a aplikovat proces či koncept v dané situaci.
Užívání technického psaní je důležitý faktor efektivity porozumění a přístupnosti podávaných informací pro uživatele, zajištění bezpečnosti při využívání produktů, a rozšíření znalostí v dané oblasti.

## Některé profese v oblasti technického psaní[2]
- Informační architekt
- Visuální designer
- Indexátor
- Technický ilustrátor
- E-learningový developer